# Sassis
Sassis är en kommun i departementet Hautes-Pyrénées i regionen Occitanien i sydvästra Frankrike. Kommunen ligger i kantonen Luz-Saint-Sauveur som tillhör arrondissementet Argelès-Gazost. År 2022 hade Sassis 72 invånare.

## Befolkningsutveckling
Antalet invånare i kommunen Sassis
| Referens: INSEE |